# La Plage de Mergellina et la colline de Pausillipe
La Plage de Mergellina et la colline de Pausillipe est un tableau réalisé par le peintre français Alexandre-Hyacinthe Dunouy, à l'occasion d'un séjour qu'il effectua à Pausilippe  en Italie dans le premier quart du XIXe siècle.